# Пастушенко Василь Романович
Пастушенко Василь Романович (Дмитро Ясенко, Кальба (Федір Кальба); 18 квітня 1910, Шили, Збаразький район, Тернопільська область — 31 січня 1944, біля с. Дермань, Здолбунівський район, Рівненська область) — лицар Срібного хреста заслуги УПА.

## Життєпис
Народився у сім'ї селян Романа та Ганни Пастушенко. Освіта — незакінчена середня: закінчив 7 класів гімназії, виключений за приналежність до УВО. Член УВО, а відтак ОУН (з 1929). 
3 листопада 1928 року. заарештований польською поліцією і 31 грудня 1928 Тернопільським окружним судом засуджений до двох тижнів ув'язнення. 
2.10.1930 р. вчергове затриманий поліцією і 12.02.1931 р. Львівським окружним судом засуджений до 8 місяців ув'язнення із зарахуванням періоду слідства. 
5.01.1933 р. знову затриманий, однак через два місяці звільнений за браком доказів.
Працював з Збаразькому повітовому союзі кооператив (1933—1934), кооперативі в Підволочиську (1.03.-07.1934). Член Збаразької повітової екзекутиви ОУН (1933—1934). В'язень концтабору у Березі Картузькій (8.07.-21.12.1934), тюрми у Тернополі (12.1934-?). 
16 червня 1935 року Тернопільським обласним судом засуджений до 9 років ув'язнення. Вийшов на волю у вересні 1939 р., у час розвалу Польської держави.
У 1939—1941 р. перебував на еміграції на території Польщі, окупованій німцями, де займався підготовкою похідних груп ОУН(б). Командир рою «Л1» Південної похідної групи ОУН, з яким у жовтні 1941 р. прибув у Запоріжжя для розбудови тут мережі Організації. Керівник Запорізького обласного проводу ОУН (поч. 1942 — кін. весни 1943). Через загрозу арешту гестапо відкликаний у крайовий провід та скерований на Полтавщину. Керівник Полтавського обласного проводу ОУН (06.-09.1943). Через наближення Червоної армії переїхав у Київ, де очолив Київський обласний провід ОУН і одночасно виконував функції заступника крайового провідника Осередньо-Східних українських земель (10.-11.1943).
11 листопада 1943 року у селі Веприк Фастівського району Київської області затриманий червоноармійцями, однак втік під час конвоювання на розстріл. У подальшому діяв на Волині. Загинув у бою з червоними партизанами.

## Нагороди
- Згідно з Постановою УГВР від 8.10.1945 р. і Наказом Головного військового штабу УПА ч. 4/45 від 11.10.1945 р.  заступник крайового провідника Осередньо-Східних українських земель Василь Пастушенко – «Кальба» нагороджений Срібним хрестом заслуги УПА.